# Lycosa bedeli
Lycosa bedeli là một loài nhện trong họ Lycosidae.
Loài này thuộc chi Lycosa. Lycosa bedeli được Eugène Simon miêu tả năm 1876.